# Rubus condensatiformis
Rubus condensatiformis är en rosväxtart som beskrevs av Heinrich E. Weber. Rubus condensatiformis ingår i släktet rubusar, och familjen rosväxter. Inga underarter finns listade i Catalogue of Life.